# Nationalparken Mljet
Nationalparken Mljet (Nacionalni park Mljet) är en nationalpark i södra Kroatien som omfattar den västligaste delen av ön Mljet. Nationalparken har en yta på 5 378 ha och bildades den 11 november 1960.